# Flik 23
La Fliegerkompanie 23 (abbreviata in Flik 23) era una delle squadriglie della forza aerea dell'Impero austro-ungarico.

## Storia

### Prima guerra mondiale
La squadriglia fu creata all'inizio del 1916 e, dopo l'addestramento, il 1º marzo, fu inviata da Fischamend al fronte italiano, dove aveva base a Prosecco (Trieste).
Nel marzo del 1916 Heinrich Kostrba ottenne il comando della Flik. Qui avrebbe volato solo sull'Hansa-Brandenburg C.I, ma avrebbe ottenuto altre cinque vittorie aeree confermate tra il 7 giugno ed il 20 agosto 1916 restando fino al novembre del 1916.
A partire dal 15 maggio, la squadriglia andò a Gardolo per l'attacco austro-ungarico sempre al comando dell'Hptm Kostrba con 2 Hansa-Brandenburg C.I e 6 Lloyd C.III (variante del Lloyd C.II), per poi tornare a Prosecco nell'ottobre del 1916 sempre al comando dell'Hptm Kostrba con 7 Brandenburg C I.
Nel 1916 tra le sue file vi era anche Ernst Strohschneider.
Dall'aprile 1916 all'agosto successivo l'Asso dell'aviazione Johann Frint ottiene 6 vittorie (la prima su Lloyd C.III).
Il 29 giugno in un combattimento sul Pasubio con il Br. C.1 di Kostrba e dell'osservatore Frint viene abbattuto il Caproni di Giovanni Facta (figlio di Luigi Facta Ministro delle finanze dal 1910 al 1914 e presidente del Consiglio dei ministri dal 1922) della 10ª Squadriglia da bombardamento "Caproni", che atterra in emergenza oltre le linee italiane a Zocchi di Asiago distruggendosi causando la morte di Facta e dell'osservatore, tenente Guido Pacinotti.
Il 25 novembre è un Hansa-Brandenburg C.I biposto, che Luigi Olivi della 76ª Squadriglia caccia abbatte con una cinquantina di colpi all’altezza di Sambasso — «l’apparecchio scompare planando anormalmente ed atterra Aisovizza» — in collaborazione con Ferruccio Ranza della 77ª Squadriglia aeroplani. Illeso il pilota oberleutnant Andreas von Kammerer, mentre resta ucciso l’oberleutnant Bola Gantzstuckh von Hammersberg.
Nel dicembre 1916 era a Divaccia e tra il suo personale navigante vi era anche Béla Macourek.
Nel maggio-giugno 1917 era a Divaccia con 5 Hansa-Brandenburg C.I e 2 Hansa-Brandenburg D.I.
Nella riorganizzazione della forza aerea nel luglio del 1917 ricevette compiti di ricognizione per la Divisione (Divisions-Kompanie, Flik 23D). 
Al 18 agosto 1917 era sempre a Divaccia nell'Isonzo Armee al comando del Rittmeister Wilhelm Graf Kolowrat-Kalowski-Liebstein con 5 Brandenburg C I, 1 Aviatik C.I e 2 Brandenburg D I.
Dal 24 ottobre 1917 la Flik 23/D era sempre a Divaccia nell'Isonzo Armee al comando del Rittmeister Graf Kolowrat-Kalowski-Liebstein quando partecipò alla Battaglia di Caporetto e poi alla Battaglia del solstizio, il 10 giugno 1918. Nel settembre 1918 nella riorganizzazione riceve compiti di Corpo (Korps-Kompanie, Flik 23K) a Gardolo nella 10 Armee di Alexander von Krobatin.
Dopo la guerra, l'intera aviazione austriaca fu eliminata.